# بيتر رولينسون
بيتر رولينسون مهندس بريطاني مقيم في كاليفورنيا. وهو الرئيس التنفيذي  ومدير التكنولوجيا لشركة لوسِد موتورز وهو معروف بعمله كرئيس مهندسين في «تيسلا طراز إس» و «لوسِد أير».

## سيرته
ولد رولينسون وترعرع في ساوث ويلز، وحضر مدرسة قواعد كاوبريدج، وتخرج لاحقًا كمهندس من كلية لندن الإمبراطورية.
شغل رولينسون عدة مناصب في صناعة السيارات في المملكة المتحدة، بما في ذلك المهندس الرئيسي في سيارات جاكوار، كبير المهندسين في سيارات لوتس ورئيس هندسة المركبات في كوروس أوتوموتيف (بالإنجليزية: Corus Automotive).
بعد انضمامه إلى شركة تيسلا في عام 2009  ، عمل رولينسون نائبًا لرئيس هندسة المركبات وكبير المهندسين للنموذج اس. وقد كان رولينسون مسؤولًا عن التنفيذ الفني وتسليم النموذج اس ، وقد قام بتحسين الهيكل والإنتاج من خلال الاستفادة من القيود الأقل التي تسهلها قيادة المركبات الكهربائية في غضون ثلاث سنوات.
انضم بيتر إلى لوسِد موتورز في 2013 كرئيس قسم التكنولوجيا وتم تعيينه رئيسًا تنفيذيًا في 2019 وهو يشرف على تطوير لوسِد أير مع ديريك جينكيز.

حصل رولينسون على راتب سنوي من شركة Lucid  يبلغ 379 مليون دولار في العام 2023 م 